# 狭山丘陵
狭山丘陵（さやま きゅうりょう）は、日本の関東平野西方、埼玉県と東京都の都県境に東西11km、南北4km、総面積約3,500haの規模で広がる丘陵である。最高地点の標高は194m。周囲は武蔵野台地となっている。
東京都では狭山丘陵を首都圏に浮かぶ「緑の島」と称して、官民合わせて保全に努めている。

## 概要
埼玉県所沢市・入間市と、東京都東村山市・東大和市・武蔵村山市・西多摩郡瑞穂町の、5市1町に跨っている。
所沢市の公益財団法人「トトロのふるさと基金」ホームページ内にて2014年に「埼玉県狭山丘陵いきものふれあいの里センター」名義で発表された「狭山丘陵北部とその周辺地域におけるキツネの最近の記録」によると、狭山丘陵の樹林地分布から半径約1kmの範囲を「狭山丘陵」、それより遠方を「周辺地域」として定義している。
古くから丘陵の狭間に田が、丘陵部に畑が拓かれ、雑木林から薪炭や堆肥にする落ち葉を採取し、里山としての景観や生態系が形成された。特に戦前、狭山湖（山口貯水池）・多摩湖（村山貯水池）が建設されて後は、その多くが建設により湖底となり、逆に丘部分は水源保護林となった。大正末から昭和初期にかけて、多摩湖堤防ダム、狭山湖堤防ダムの建設に際し鉄道が延長され、完成後は、その景観の美しさから、リゾート開発が推進された。戦後、緑地を活かす形でレジャー施設の大規模開発が進み、高度経済成長期にはその交通の便のよさから丘陵狭間の低地田畑は宅地に転じた。結果として丘陵部は、首都圏西郊にありながら里山の環境が広域にわたり保持された。環境省は「狭山丘陵全体」という名称で生物多様性保全上重要な里地里山（重要里地里山）に指定している。

## 地形・地質
基盤となる地層は狭山層と呼ばれる洪積層（下位を三ツ木礫層、上位を谷ツ粘土層と分ける）。その形成は当初、新第三紀最終の鮮新世とされていたが、後にゾウの化石が発見されたことにより、新生代前期更新世（180万-100万年前）に始まったと考えられている。この地層は、関東造盆地運動のために傾斜し、上位の地層とは不整合になっている。
以降は海水準変動を経て一時的に海底になったが概ね陸地であったとされ、西側の山地から古多摩川による砂礫が、南の古相模川のものとともに扇状地状に厚く堆積し、最も海面が低下した最終氷期（ウルム氷期では7万年 - 1万年前）までに隆起扇状地および洪積台地を形成した。この当時の河川は概ね南西から北東に流れており、荒川上流や入間川、不老川、黒目川（多摩丘陵では乞田川、南浅川など）の現在の流れの方向はそれを示唆している（この時期に成立した台地面を多摩面と称している）。
関東平野の南部が隆起するに従って、扇頂である現在の青梅付近から古多摩川の河道は北東から南東に向きを変え、河岸段丘を作りながら河谷を下げて、多摩面の台地を現・多摩川の流れが分かち、南の多摩丘陵と分かれて北側に島状に残ったものが狭山丘陵である。同じころに活発化した火山活動により、富士山のものを主とする火山灰が多摩面の上に厚く堆積して関東ローム層（古い下層から順に下末吉層、武蔵野層、立川層とよばれる）となった。現在の扇頂の青梅付近の標高がおよそ 180m なのに比して、狭山丘陵の西端部では 194m もの標高がある（東部ではおよそ 90m 前後）。台地との比高は 40m - 50m ほどある。
狭山丘陵の西端部を北西から南東方向に箱根ヶ崎断層が走っている。

## 開発史

### 近世以前
武蔵の台地上にありながらも水資源の利用しやすさに伴う農業生産の豊かさは、狭山丘陵の生む伏流水による。特に丘陵狭間部は水資源に恵まれ田畑の開削が進めやすく、丘部分は雑木林として薪を得やすく、台地部と比べて住みやすい環境を提供してきた。武蔵野国風土記上の悲田所候補地は、狭山丘陵低地部である。特に所沢市立南陵中学校グラウンド(台地突端)から奈良時代に建設された東山道武蔵道遺構が発掘され、その南側坂下（丘陵狭間部、柳瀬川畔）に駅遺構も発掘されている。狭山湖底にかつて存在した丘陵狭間最奥の勝楽寺村勝楽寺(移転、仏蔵院)は、百済からの帰化人による創基である。平安期末には、保元物語に登場する村山七党の支配地だった。その一党山口氏は現在の狭山湖底から分家荒幡氏までを支配地としていた。丘陵部八国山には、鎌倉末期新田義貞の鎌倉攻めへの戦乱で亡くなった者を葬る将軍塚がある。江戸初期には、旧山口氏の支配地域(現在の埼玉県所沢市狭山丘陵側)それぞれに、八王子千人同心も置かれた。特に所沢市南部吾妻・山口地域が丘陵狭間で水資源が得やすかった。東村山市も、丘陵東側に位置し、水資源の確保は容易だった。それに対して、丘陵北側・南側は、武蔵野台地上となり、水が容易に得難い地域となる。特に、江戸中期、柳沢吉保による三富の開拓(現在の川越市南部、狭山市東部、所沢市北部、三芳町西部)は、台地上であるがゆえに水確保に難儀し、畑と雑木林の周期配置に留まった。丘陵南側（東大和市、武蔵村山市）は伏流水の及ぶ範囲は田も開墾されたが、その南には水無川がある。狭山を市町村名として最初に用いた旧狭山村(武蔵大和市の一部)は、丘陵南側伏流水の得られるあたりから水無川までの間にあった。
遺跡の宝庫であり、230以上が確認されている。

### 開発と保全の近現代
昭和以降、当地域は大規模な開発が行われ、第二次世界大戦前は東京市による水源開発、第二次世界大戦戦後は西武グループにより、西武ドームや西武園ゆうえんちに代表されるレジャー開発が行われてきた。狭山丘陵には年間100万人程度の行楽客が訪れる。
一方でこれまでに高等植物1,000種以上、昆虫類1,000種以上、鳥類210種以上が確認されている。準絶滅危惧（NT）種であるオオタカも棲息する。
狭山丘陵の保全を図るため、埼玉県は県立自然公園条例に基づいて1,807.8haを1951年（昭和26年）3月に「埼玉県立狭山自然公園」に指定、また東村山市・東大和市・武蔵村山市・瑞穂町と所沢市・入間市に跨る1,607haが首都圏近郊緑地保全法に基づいて1967年（昭和42年）2月に「狭山近郊緑地保全区域」に指定された。1994年（平成6年）7月には、狭山丘陵の自然について学習・理解を深めることを目的として所沢市域約1,000haに「埼玉県狭山丘陵いきものふれあいの里センター」が開設、翌1995年（平成7年）7月には、狭山丘陵の雑木林や湿地など里山景観の野外展示と生物の保護を目的として所沢市・入間市域に「さいたま緑の森博物館」が開設されている。
東京都側にある5つの東京都立公園（狭山公園、東大和公園、八国山緑地、野山北・六道山公園、中藤公園）はNPO birthと西武グループの西武造園を代表とする企業による「西武・狭山丘陵パートナーズ」が指定管理者となって管理される。2017年6月、「西武・狭山丘陵パートナーズ」は地元3市（東村山・東大和・武蔵村山）と「狭山丘陵観光連携事業推進実行委員会」の初会合を開いて、狭山丘陵のブランド化と観光客・移住者の増加を目指す。
丘陵地の保全・活用に向けて東京都、埼玉県および関係6市町（東村山市・東大和市・武蔵村山市・瑞穂町・所沢市・入間市）により「狭山丘陵の自然環境に関する連絡協議会」が設立され、共通の取り組みに向けた現地調査や行動計画の策定、共通パンフレットの作成などが行われている。

### ナショナルトラスト運動
最東端の八国山周辺は宮崎駿が監督した長編アニメ映画『となりのトトロ』で舞台のモデルとされたことから、同作が公開された1988年（昭和63年）前後より日本国内で広く知られるようになり、作品の人気により狭山丘陵の全域は「トトロの森」の愛称を得て直接的にあるいは作品を通じて間接的に親しまれる地域となった。
1990年（平成2年）には狭山丘陵の自然と文化財を守るためのナショナルトラスト運動「トトロのふるさと基金」が設立され、翌年には1号地の買取に成功。以来、同団体は2013年（平成25年）10月時点で埼玉県所沢市内に20ヶ所、東京都東村山市内に1ヶ所のトラスト地（合計面積は約4万0,010平方メートル）を所有し、取得に投じた合計金額は約3億0,878万円に上った。その後、トラスト活動への寄付額は2018年1月時点で9億3640万円に、買取地は2018年3月までに狭山丘陵全域の48カ所、合計面積は8ヘクタール以上へと増え、所沢市に残る古民家「クロスケの家」を拠点に、トラスト地や狭山丘陵の散策といった活動を行っている。また、狭山丘陵に程近い、狭山湖に発する柳瀬川の中流部、西武鉄道池袋線が渡河する点の西側（秋津駅の西北西500メートル）、埼玉県所沢市北秋津と東京都東村山市秋津町にまたがり柳瀬川両岸にある「淵の森緑地」で柳瀬川右岸の雑木林約1500平方メートルを市民が宅地開発から守るため募金を行い東村山市に寄付するという運動も成功した。東村山市ではこの寄付金もあわせて、緑地を買い取ることにしている。